# Pochylnia Kąty
Pochylnia Kąty – pochylnia na Kanale Elbląskim w Polsce położona w województwie warmińsko-mazurskim, w powiecie elbląskim, w gminie Pasłęk, na terenie sołectwa Krasin.